# Vasile Iorga
Vasile Iorga (né le 19 février 1945 et mort en avril 2003) est un lutteur roumain spécialiste de la lutte libre. Il participe aux Jeux olympiques d'été de 1972 et aux Jeux olympiques d'été de 1976. En 1972, il remporte la médaille de bronze en combattant dans la catégorie des poids moyens (74-82 kg).

## Palmarès

### Jeux olympiques
- Jeux olympiques de 1972 à Munich,  Allemagne
  -  Médaille de bronze.